# Metka Lobnik
Metka Lobnik, slovenska judoistka, * 9. april 2001.
Tekmuje za judo klub Apolon Maribor Hoče.
Leta 2024 se je prvič uvrstila na stopničke na tekmi Grand Prix na Portugalskem, kjer je osvojila srebrno medaljo v kategoriji do 78 kg. V Isti kategoriji je nastopila na Poletnih olimpijskih igrah 2024 v Parizu in izpadla v prvem krogu tekmovanja.